# Jesenický potok (přítok Ronovky)
Jesenický potok je levostranný přítok Ronovky v okrese Nymburk ve Středočeském kraji. Délka toku měří 2,26 km.

## Průběh toku
Potok pramení v obci Hrubý Jeseník v nadmořské výšce 193 m. Dále potok teče směrem na severovýchod. Za obcí se potok stáčí k jihovýchodu posléze k jihu. Potok zleva přijímá bezejmenný tok a teče okolo Jankova kopce (193 m). Asi 500 m severně od Nového Dvora se Jesenický potok zleva vlévá do Ronovky v nadmořské výšce 188 m.